# رایان استایلز
 رایان استایلز (انگلیسی: Ryan Stiles؛ زادهٔ ۲۲ آوریل ۱۹۵۹) یک هنرپیشه اهل ایالات متحده آمریکا است.
از جمله فیلم‌ها یا برنامه‌های تلویزیونی که وی در آن نقش داشته است می‌توان به نمایش درو کری، زبر و زرنگ‌ها! قسمت دوم و دو مرد و نصفی اشاره کرد.